# Великі Чирки (Голишмановський міський округ)
Великі Чи́рки (рос. Большие Чирки) — присілок у складі Голишмановського міського округу Тюменської області, Росія.
Населення — 42 особи (2010, 48 у 2002).
Національний склад станом на 2002 рік:
- росіяни — 69 %